# Adolf Schart
Adolf Schart, křtěný jako Adolf Šart (2. června 1889 Kopidlno – 25. června 1942 Praha, Kobyliská střelnice), byl za protektorátu technickým úředníkem v železárnách ve Staré Huti a současně vykonával funkci starosty města Dobříš a funkcionáře místního Sokola. Po smrti Reinharda Heydricha byl zatčen a spolu se svojí druhou manželkou Otilií a dcerou Dagmar byla celá rodina Schartových za druhé heydrichiády odsouzena k trestu smrti a popravena.

## Život

### Rodina, studia a první světová válka
Adolf Schart se narodil 2. června 1889 v Kopidlně číslo 91 v okrese Jičín a byl pokřtěn pod jménem Adolf Šart. Jeho otcem byl Adolf Šart (starší) strojník na dráze v Kopidlně č. 91, (syn Josefa Šarta mistra truhlářského ze Staré Hutě č. 38 okres Příbram a matky Marie rodem Hejnicovy z Dobříše č. 85 okres Dobříš). Jeho matkou byla Josefa dcera Josefa Lora mlynáře z Mirošova č. 69 a matky Marie rodem Hojerovy z Mirošova č. 4 okres Rokycany. Adolf Šart (* 2. června 1889) byl dvakrát ženat: dne 24. listopadu 1915 uzavřel sňatek s Marií Pechákovou z Bubenči (asi Lhota Bubeneč); podruhé pak byl oddán již jako vdovec dne 20. ledna 1919 s Otilií Heinzovou z Dobříše.
Po roce 1901 se rodina Schartových přestěhovala do Prahy. Po absolvatoriu Vyšší průmyslové školy strojírenské v Praze nastoupil Adolf jako strojní inženýr na místo technického úředníka do železáren ve Staré Huti u Dobříše. Tady žil a pracoval jeho dědeček (truhlářský mistr). Během první světové války byl na výrobu v podniku uvalen vojenský dohled, neboť továrna dodávala svoje produkty pro rakousko–uherskou armádu. To byl také důvod, proč Adolf Schart nebyl povolán do armády, neboť jako inženýr ve strojírně byl za války Rakousko-Uhersku prospěšnější. V roce 1919 se Adolf oženil. Jeho druhou manželkou se stala Otilie Heinzová (* 1899) – dcera hoteliéra Heinze.

### Mezi dvěma válkami
V roce 1920 se manželům Shartovým narodila dcera Dagmar (* 1920). V železárnách pracoval Adolf i po skončení první světové války a to až do roku 1922, kdy svoje místo opustil. Důvodem jeho odchodu z železáren byla neshoda s vedením závodu ohledně technické modernizace provozu, kterou jako inženýr navrhoval (leč neprosadil). (Kromě modernizace se pokoušel také zlepšovat pracovní podmínky dělníků a řešit jejich sociální těžkosti a také prosazoval zvyšování jejich mezd.) Po odchodu ze železáren zaměstnal Adolfa jeho tchán Heinz ve svém dobříšském hotelu „Na Knížecí“.
Adolf se angažoval ve veřejných funkcích: byl členem městského zastupitelstva, členem Okrašlovacího spolku města Dobříš, byl činný v Sokole a ve straně Českých socialistů. V roce 1932 jej zvolili do funkce starosty města Dobříš a tuto funkci vykonával až do roku 1942. Byl znám svým silným sociálním cítěním, pomáhal organizovat různé sbírky určené pro nezaměstnané a na podporu nízkopříjmových rodin. V době postupného zlepšování hospodářských poměrů ale nastaly problémy s nastupujícím nacismem v Německu. Na žádost spisovatele Karla Čapka přislíbil vydání domovského práva v Dobříši německým antifašistům. V době ohrožení Československa (rok 1938) vystupoval Adolf veřejně na obranu republiky.

### Protektorát
V době Protektorátu Čechy a Morava odmítl (ve funkci starosty Dobříše) splnit příkaz německých úředníků aby přejmenoval ulice ve městě německými názvy s odůvodněním, že na takovouto rozsáhlou akci nemá v městské pokladně dostatečné finanční prostředky.
Po útoku na zastupujícího říšského protektora Reinharda Heydricha (27. května 1942) a jeho úmrtí (4. června 1942 v ranních hodinách v nemocnici Na Bulovce) rozjely německé bezpečnostní složky pátrací akce a razie po celém území protektorátu s cílem dopadnout strůjce atentátu. V den Heydrichovy smrti (4. června 1942) byla v Dobříši právě dokončena instalace městského rozhlasu po drátě. Toho dne ovšem přijelo do Dobříše gestapo, které si v místní škole zřídilo místo velení. Jako první akci provedli zástupci německé policie návštěvu radnice na náměstí (tehdejší adresa Dobříš číslo popisné 230). Nejvyšší představitel města Adolf Schart byl pak donucen promluvit do místního rozhlasu. Pod nátlakem okolností musel starosta přikázat všem dobříšským občanům, aby zůstali ve svých domovech (či se tam promptně vrátili) a ti, kdož v Dobříši nebydleli se museli neprodleně shromáždit v místní sokolovně. Tím se gestapu vytvořily podmínky pro provádění razií v domech a bytech dobříšských občanů. Němci při těchto domovních prohlídkách hledali hlavně zbraně, pátrali po ilegálně ubytovávaných osobách nebo se snažili získat indicie o schvalování atentátu na Heydricha. Po skončení této místní rozhlasové relace byl starosta v policejním autě dovezen do jeho domu (číslo popisné 490, na křižovatce Příbramské a Průšovy ulice), odkud jej spoutaného naložili do služebního vozu.
To vše se ovšem odehrálo poté, co gestapo velmi pečlivě prohledalo zahradu kolem starostova domu ale nic podezřelého nebylo nalezeno. Nakonec byla údajně v komíně domu, kde starosta bydlel, nalezena lovecká puška. Tento pozitivní nález jako záminka k zatčení Adolfa Scharta zřejmě postačoval. Zadržený starosta byl odvezen do Prahy, kam se celý oddíl po poledni z Dobříše také přesunul.
Adolfova manželka Otilie se měla na příkaz velení policie dostavit na druhý den do Prahy na velitelství gestapa. Přijela tam se svršky pro svého manžela, ale tam byla zatčena a musela napsat dceři Dagmar do Paříže dopis s urgentní prosbou o návrat zdůvodněný smyšlenkou o náhlé otcově vážné nemoci. Po návratu z ciziny byla Dagmar také zatčena gestapem. Všichni tři členové rodiny byli odsouzeni německým stanným soudem k trestu smrti a popraveni zastřelením ve čtvrtek 25. června 1942 na střelnici v Kobylisích v Praze.

## Připomínky
- Pravidelně jedenkrát za rok si vedení a občané města Dobříš připomínají (kolem data 25. června) svého starostu Adolfa Scharta na pietním shromáždění.[15][16]
- Na hřbitově v Dobříši se nachází rodinný hrob (žulová obruba a náhrobek s deskou a nápisem: RODINA / SCHARTOVA / BĚHOUNKOVA).[3][17]
- Rodinu Adolfa Scharta připomíná pamětní deska z černého leštěného kamene umístěná na zdi radnice v Dobříši. Na desce je nápis: NA PAMĚŤ UMUČENÉ / RODINY AD. SCHARTA / VĚNUJE / Č.O.L. JEDNOTA DOBŘÍŠ. // TAKÉ Z VAŠÍ KRVE / VZEŠLA SVOBODA VLASTI.[4][18]
- Jména všech tří členů rodiny (SCHART ADOLF / SCHARTOVÁ OTILIE / SCHARTOVÁ DAGM.) jsou uvedena na pomníku věnovaném obětem druhé světové války v Dobříši. Pomník se nachází v parku naproti Sokolovně (na adrese: Mírové náměstí 77, 263 01 Dobříš) a zároveň naproti historické budově, kde sídlí dobříšská radnice (na adrese: Mírové náměstí 119, 263 01 Dobříš). Pomník je zhotoven ze žulových kamenů a je opatřen pamětní deskou z leštěného kamene, která obsahuje soupis jmen a ve své horní části nápis „Památce obětí fašistické okupace 1939-1945“, zatímco ve své dolní části je pak nápis „Chraňte zač jsme bojovali“.[19][20][21][19]

Pomník obětem II. světové války v Dobříši
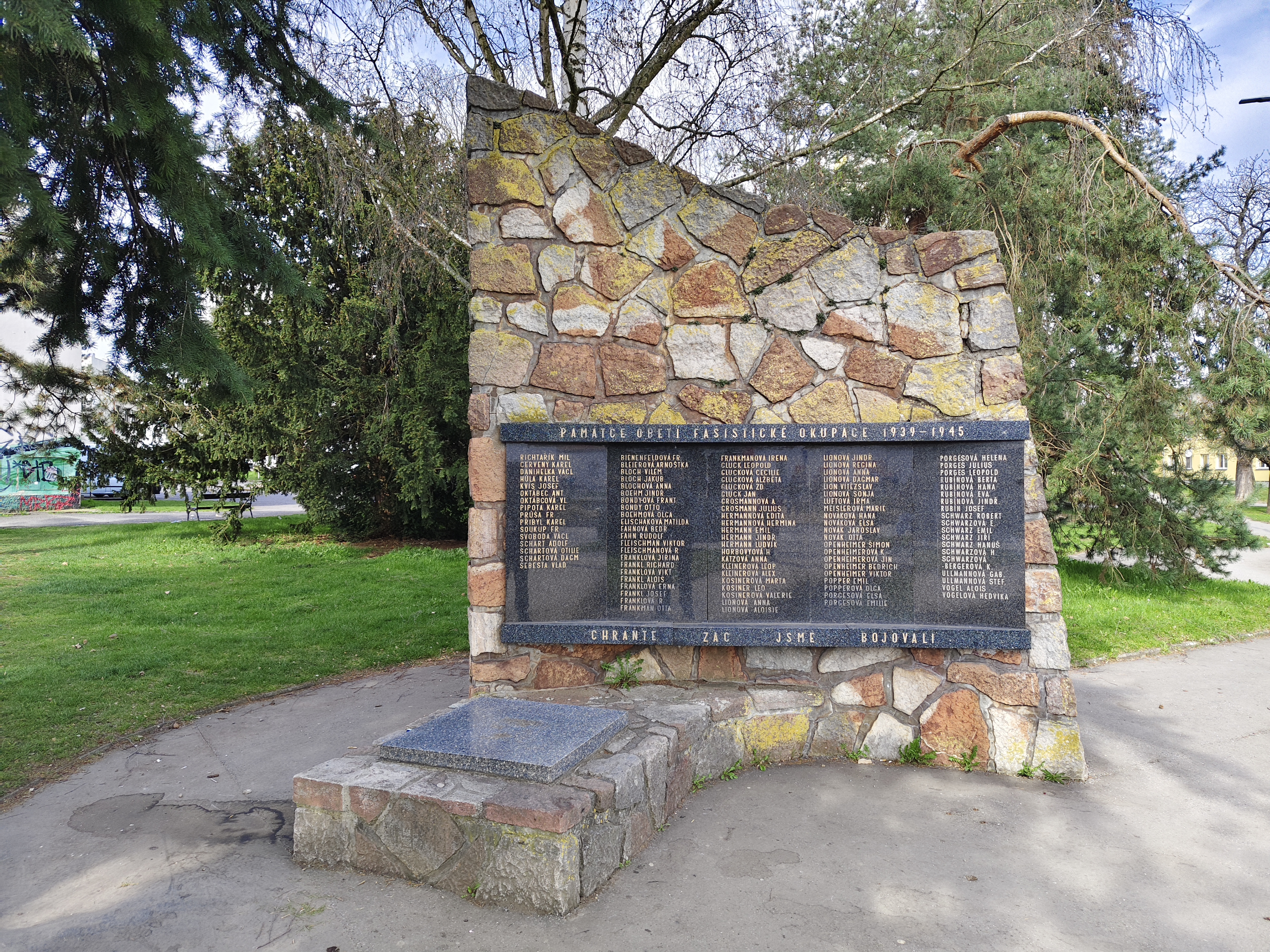
Celkový pohled na pomník
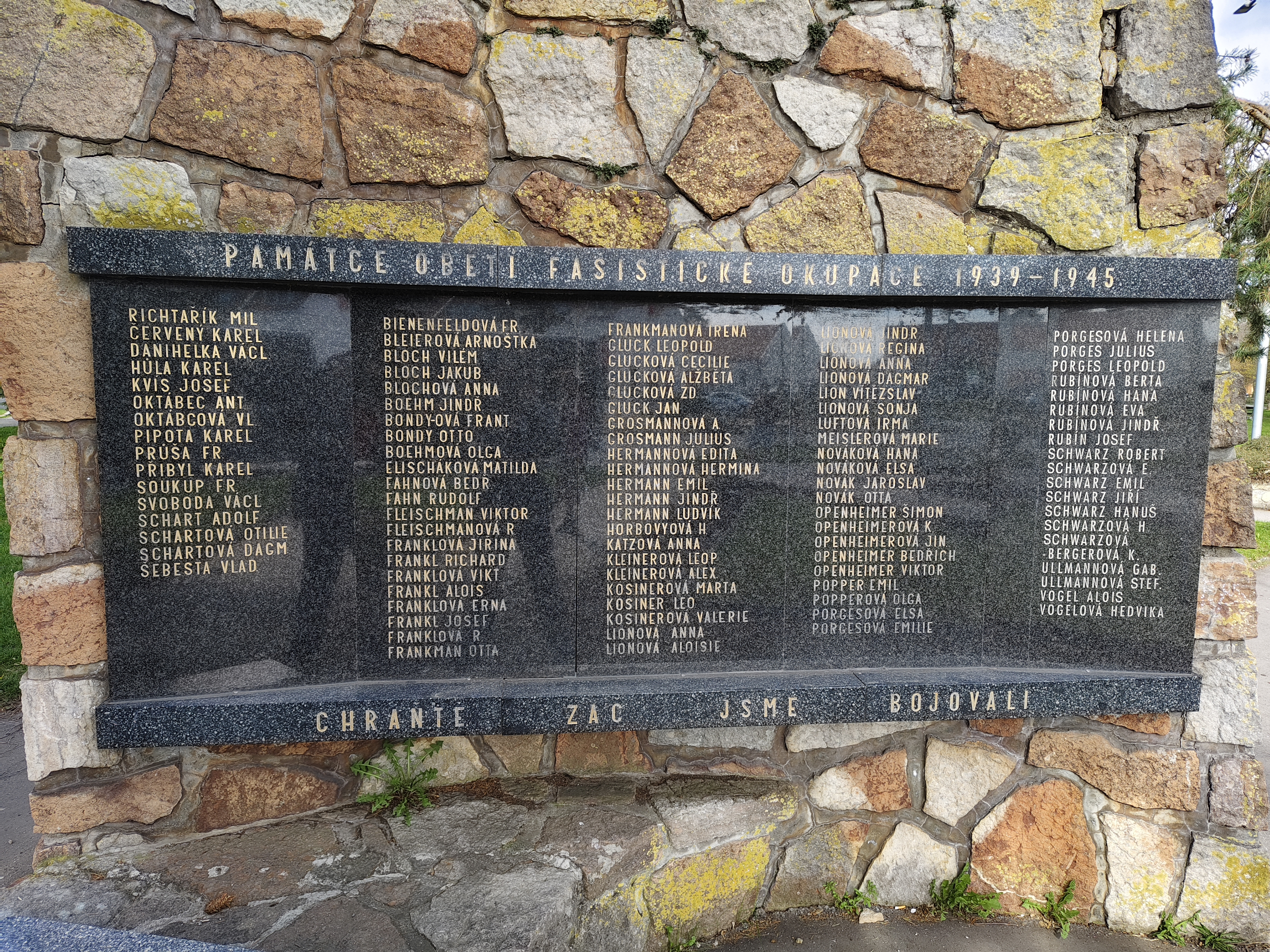
Pohled na desku se jmény na pomníku
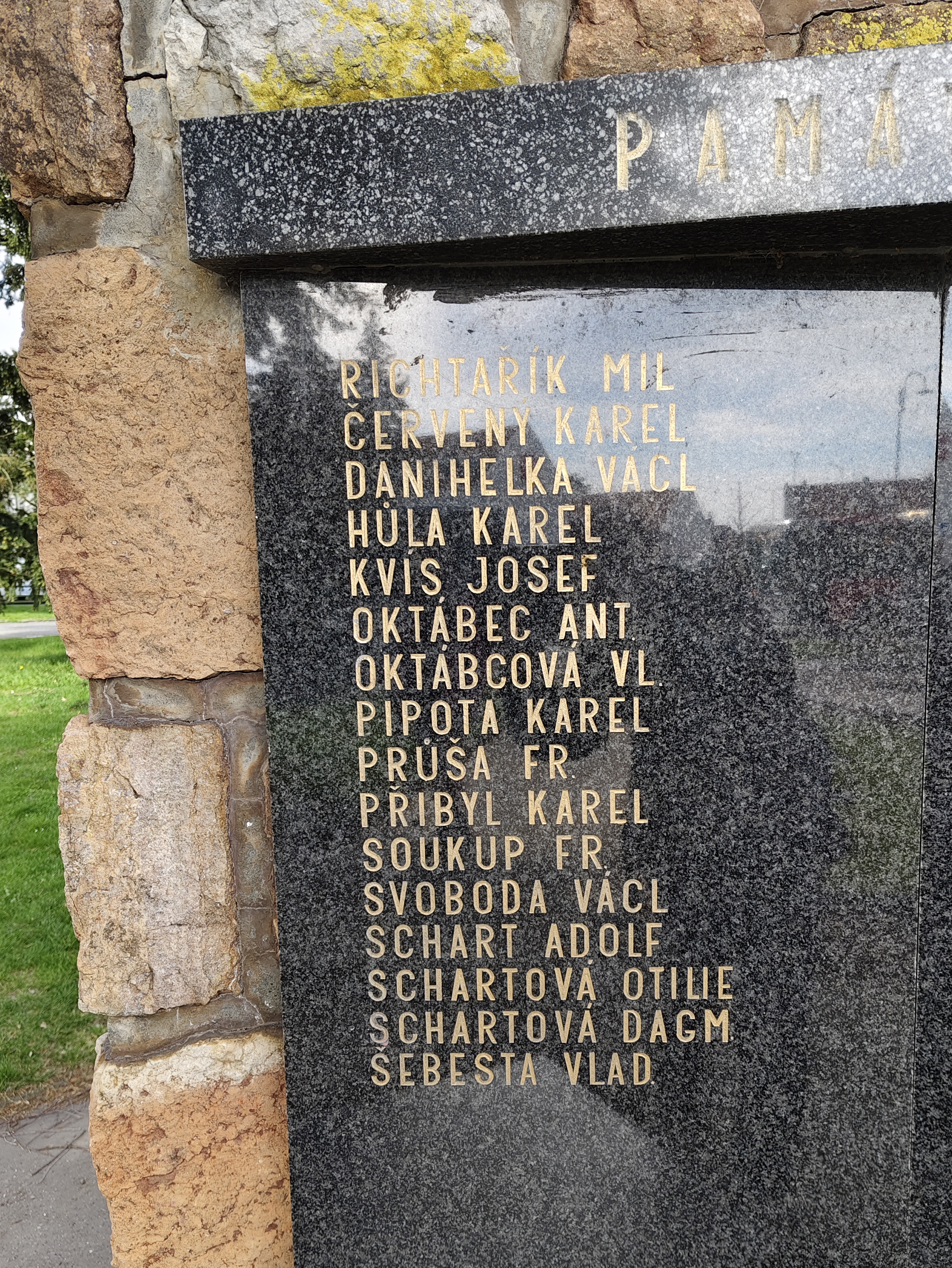
Detail části desky se jmény členů rodiny Schartových

- Jména všech tří členů rodiny (Adolf Schart 53 / Otilie Schartová 43 / Dagmar Schartová 22) jsou uvedena na bronzové desce se jmény popravených dne 25. června 1942. Deska je součástí národního památníku Kobyliská střelnice v Praze 8.[22]
- Mrtvá těla osob zastřelených během německé okupace Čech, Moravy a Slezska na Kobyliské střelnici v Praze 8 byla převážena do Strašnického krematoria, kde byla zpopelňována. Popel byl bez jakékoliv evidence a piety vysypáván na kompost. Po druhé světové válce byla nalezena částečná ilegálně pořízená dokumentace těchto osob a jejich popel byl převezen na pietní místo, kde bylo (uvnitř areálu krematoria) zřízeno Čestné pohřebiště hrdinů II. odboje.[23]

## Galerie

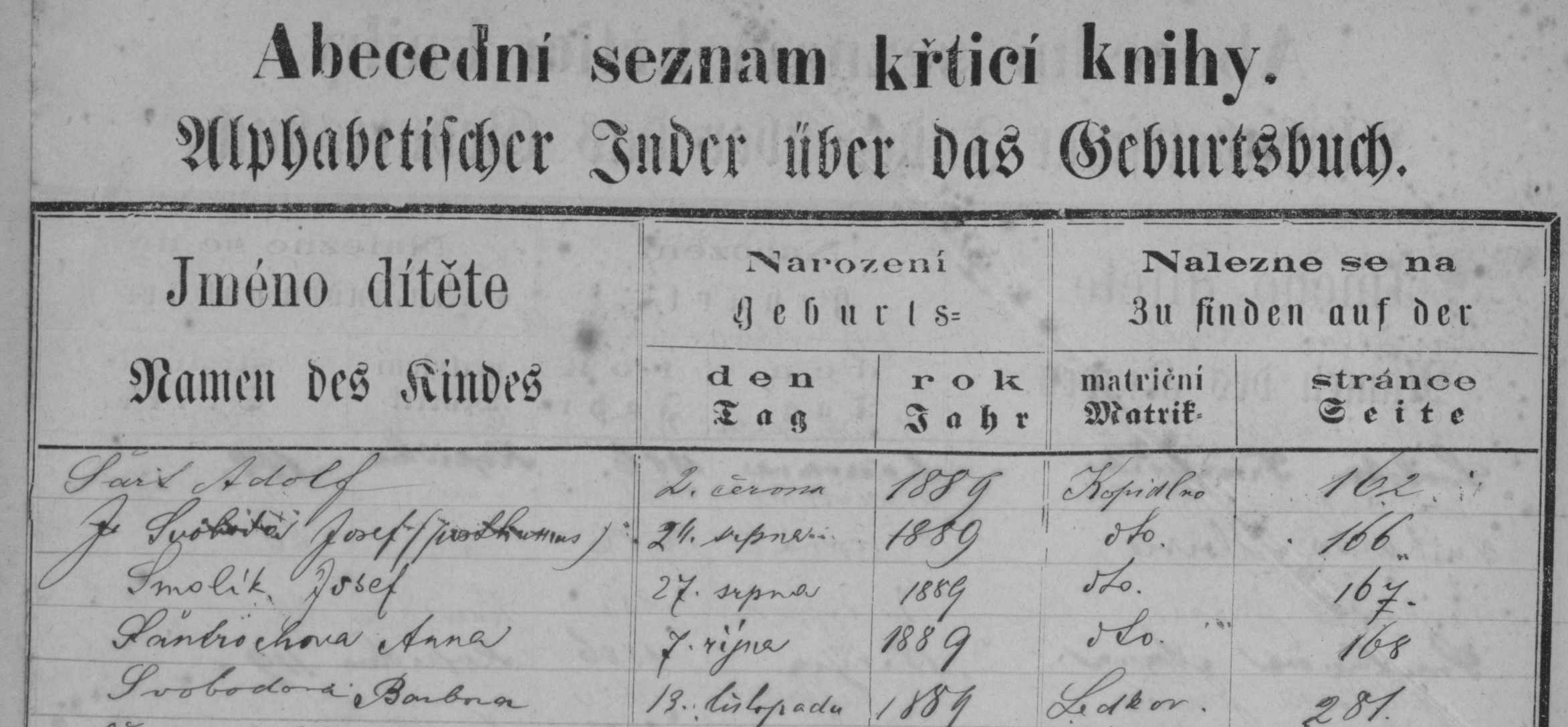
Záznam v matrice pokřtěných (křtící knize) města Kopidlna: Šart Adolf (* 2. června 1889 Kopidlno)
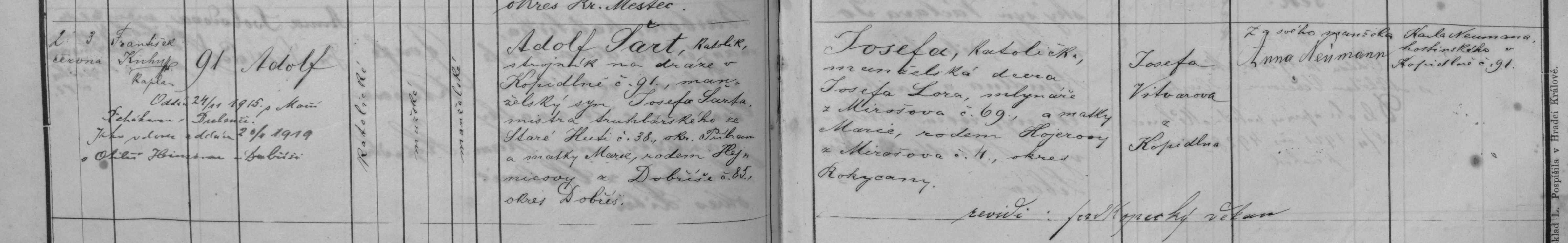
Úplný zápis v matrice pokřtěných (křtící knize) města Kopidlna, datum 2. června 1889: Šart Adolf
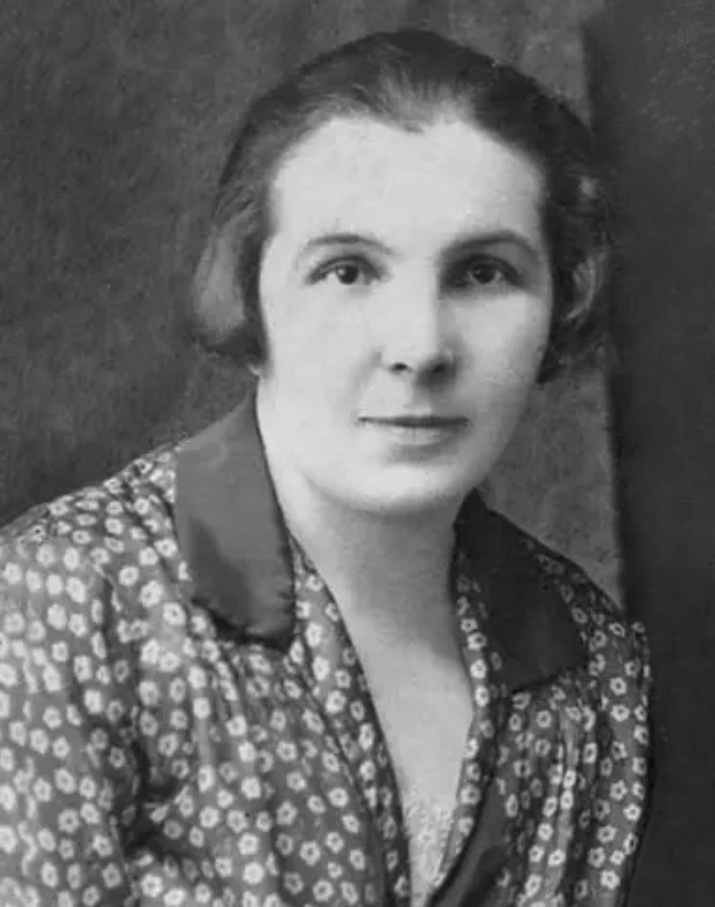
Druhá Adolfova manželka Otilie Schartová (1899–1942)
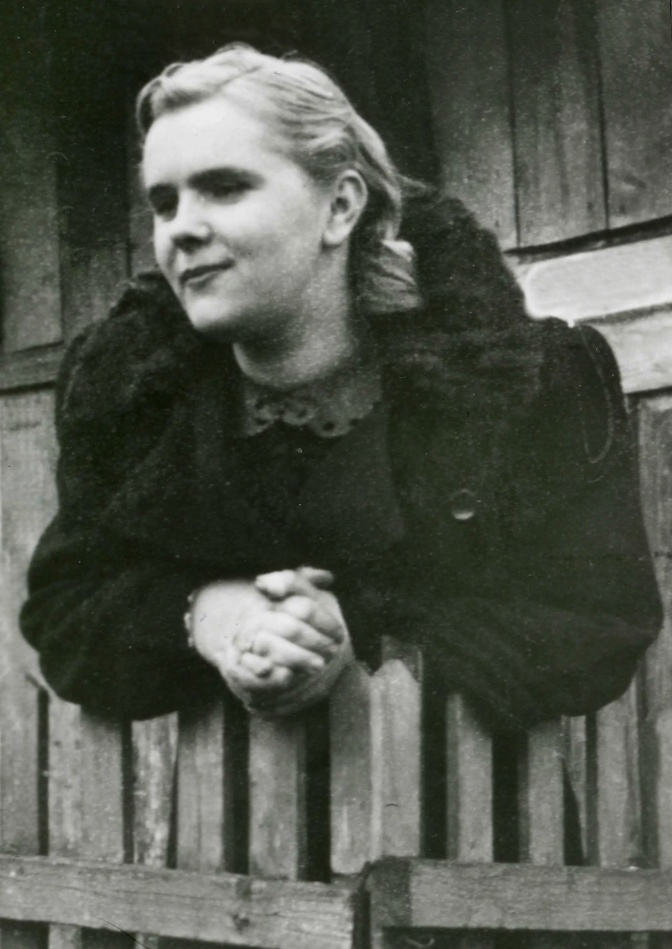
Dcera Dagmar Schartová (1920–1942)
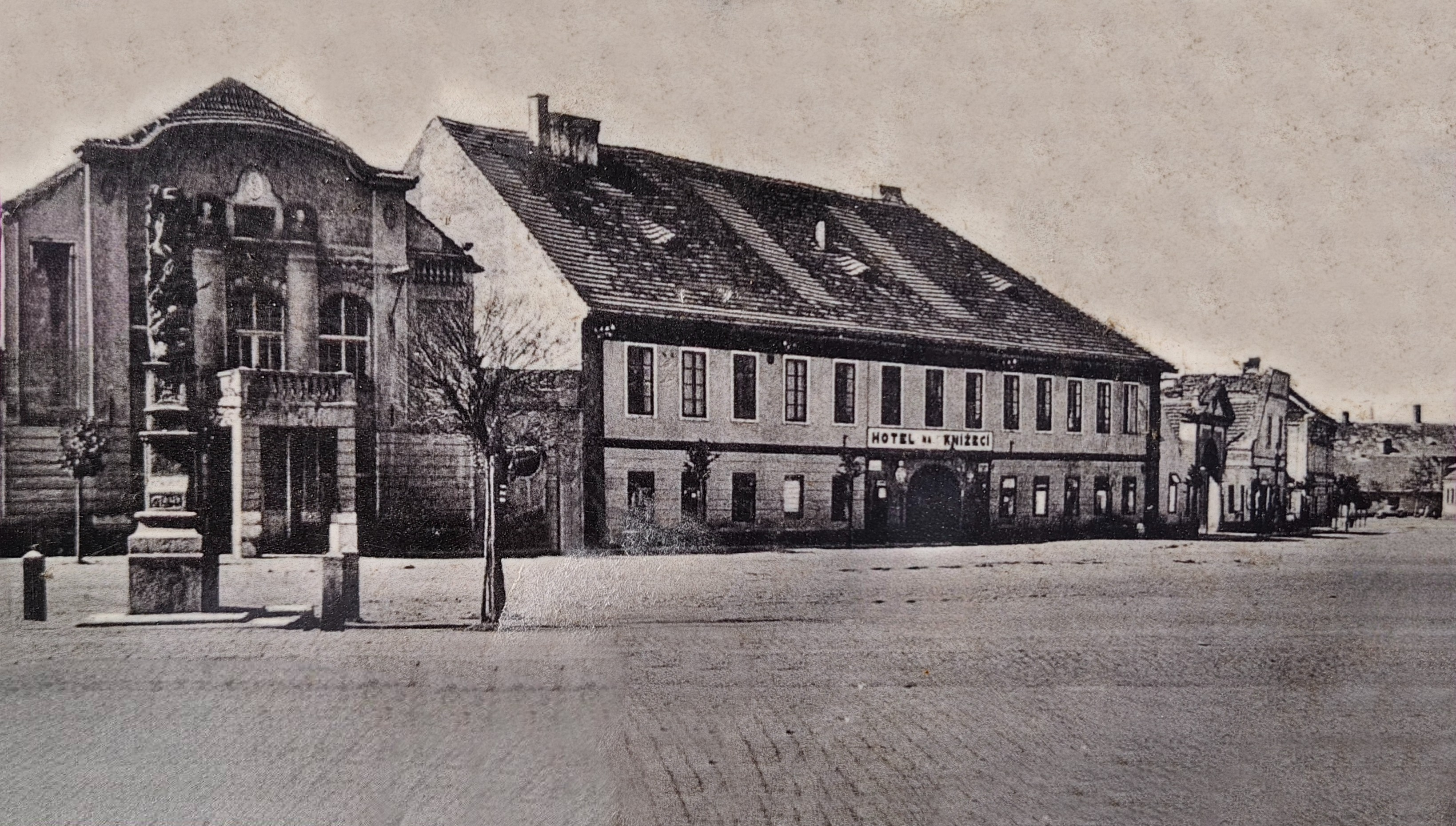
Hotel Na Knížecí (foto rok 1935), kde Adolfa Scharta zaměstnal jeho tchán Heinz po roce 1922
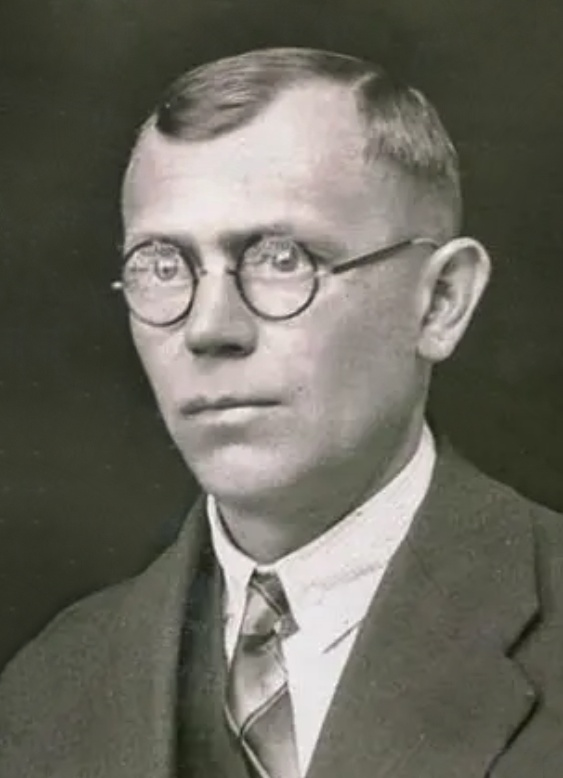
Adolf Schart (1899–1942)
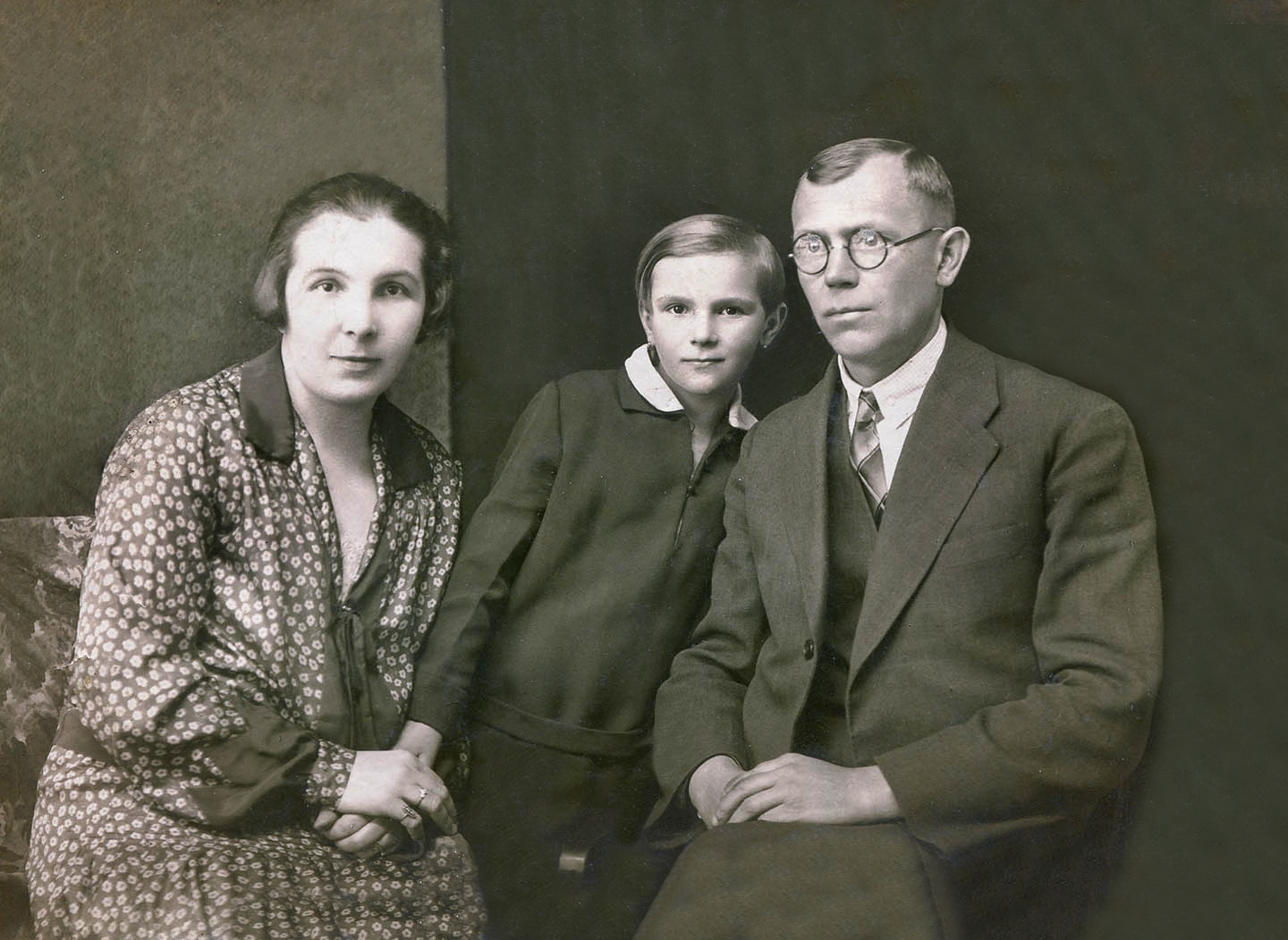
Rodinná fotografie Schartových (zleva: Otilie, Dagmar, Adolf)
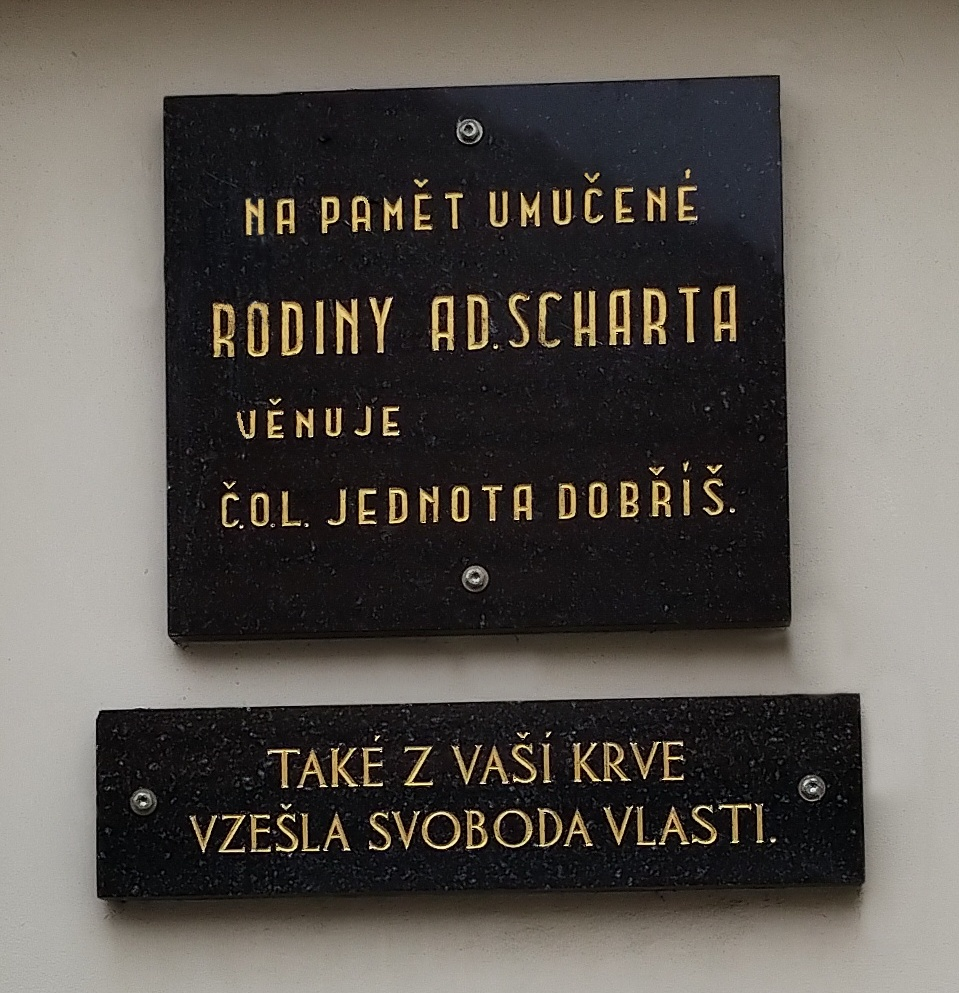
Pamětní deska rodiny Schartovy v Dobříši
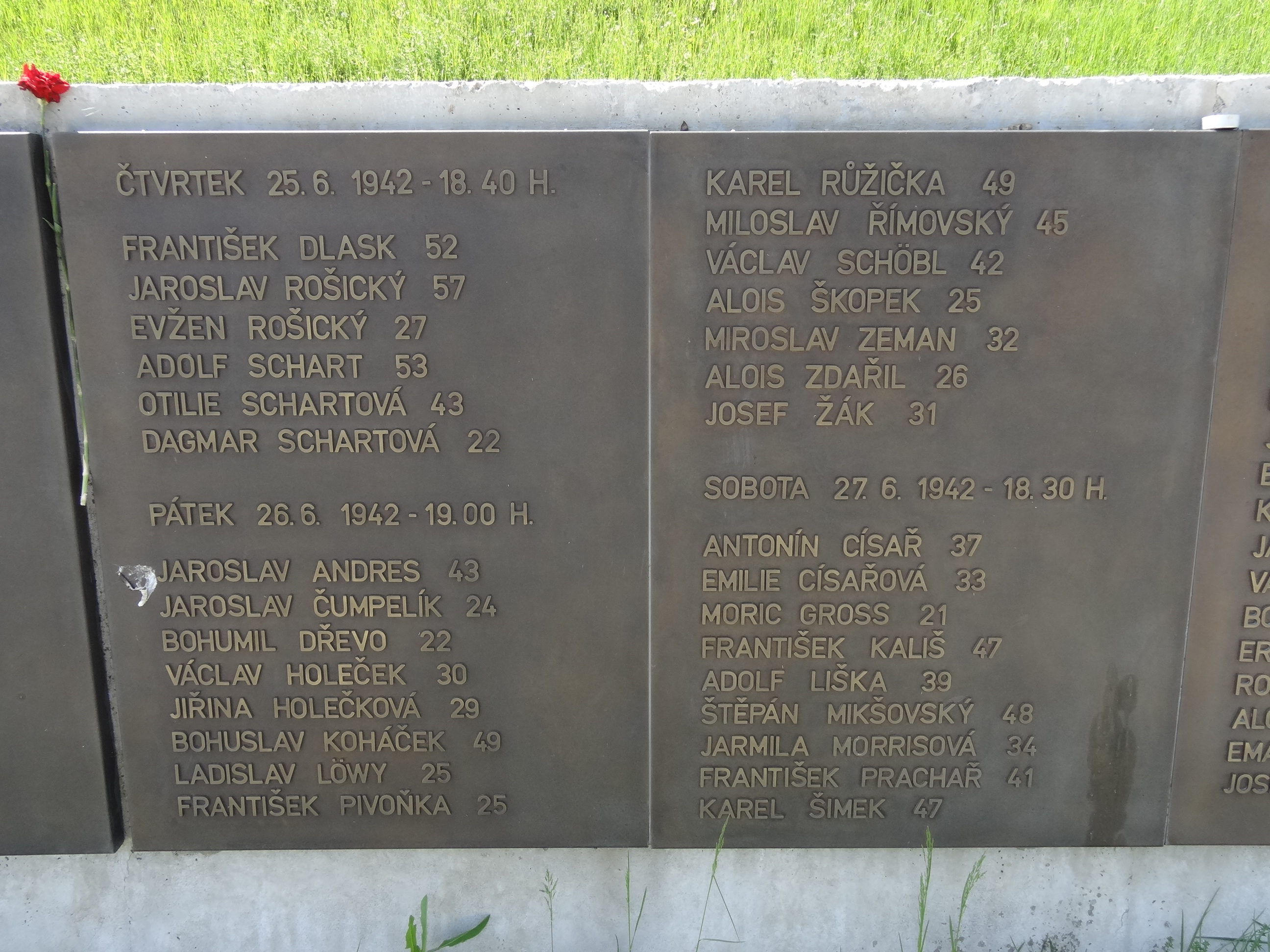
Deska se jmény popravených na Kobyliské střelnici v Praze dne 25. června 1942
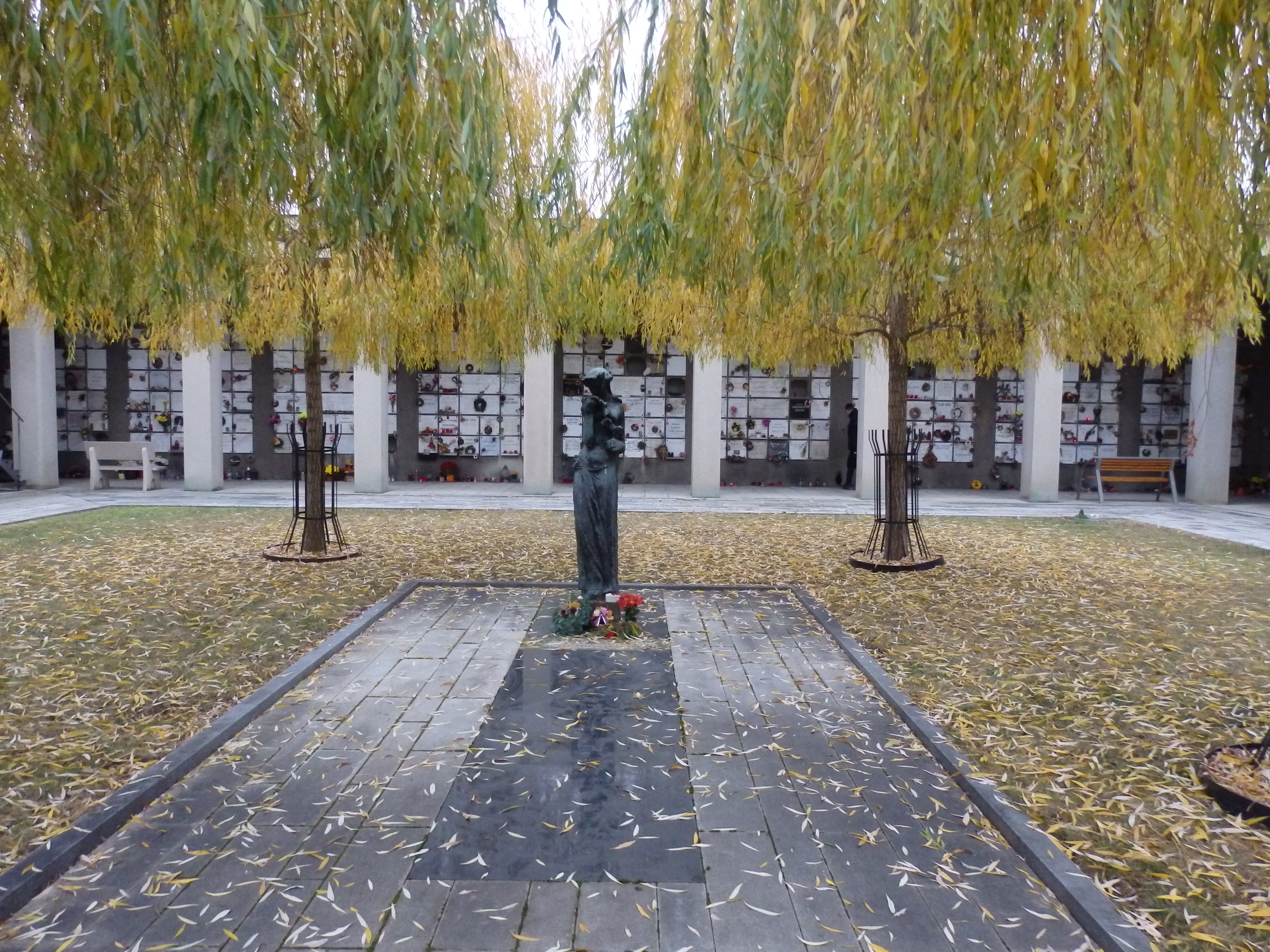
Čestné pohřebiště hrdinů II. odboje v areálu Krematoria Strašnice